# Стадион Џорџ Капвељ
Стадион Џорџ Капвељ (шп. Estadio Banco del Pacífico Capwell) је фудбалски стадион у Гвајакилу, Еквадор. 
Стадион се углавном користи за Фудбалске утакмице и домаћи је стадион Емелека. Најављено је одмах након што је Емелек освојио титулу Серије А у Еквадору 2013. године да ће стадион Џорџ Капвел бити потпуно преуређен тако да има капацитет од 40.000 навијача. Преуређивање је започело у јуну 2014. године, а завршило се у децембру 2016. године.
У прволигашкој сезони 2017. године на проширеном стадиону, Емелек је привукао просечну посећеност код куће од 22.407 гледалаца. Тиме је постао најпосећенији у лиги, а следе Барселона СЦ са 10.572 гледалаца.

## Историја стадиона
Оснивач Џорџ Капвељ је рођен у Сједињеним Државама, отпутовао је у Еквадор да би надгледао своју електро компанију „Емпреса Електрика дел Еквадор“ (Еквадорска електрична компанија). Током надзора компаније Капве је видео да су његови радници заинтересовани за фудбал, из тог разлога је одлучио да створи фудбалски тим који носи име компаније, па отуда и име С.К. ЕМЕЛЕК.
Колеге су издвојиле средства и финансирале и основали фудбалски клуб 28. априла 1929. године, Емелек је био регистрован за Серију Ц или Ц лигу у Еквадору 1929. године. Стадион је за клупске потребе почео да се гради 1943. године а отворен је 21. октобра 1945. године.
Стадион је свечано отворен бејзбол утакмицом између Емелека и Оријентеа, 21. октобра 1945, уз присуство 11.000 навијача. Врата стадиона су се за фудбал отворила 2. децембра 1945. године да би га свечано отворили као фудбалско игралиште, одржана је утакмица између ФК Емелека и ФК Манта-Баија; Емелек је победио са 5-4.
Годину дана касније, 30. новембра 1947, стадион је отворио своја врата за међународни фудбал када је Гвајакил, Еквадор, био домаћин Копа Америке.